# Neškaredice
Neškaredice jsou část města Kutná Hora v okrese Kutná Hora. Nachází se asi 3,5 kilometru jihovýchodně od Kutné Hory. Jejich katastrální území má rozlohu 4,6 km². Protéká tu potok Křenovka, který je levostranným přítokem řeky Klejnárky.

## Historie
První písemná zmínka o vesnici pochází z roku 1402.